# كارلين ديركسي فان دن هوفل
كارلين ديركسي فان دن هوفل (بالهولندية: Carlien Dirkse van den Heuvel)،(مواليد 16 أبريل 1987 في مدينة سيرتوخيمبوس )،هي لاعبة هولندية في رياضة هوكي الحقل،شاركت كارلين مع منتخب هولندا في الألعاب الأولمبية الصيفية 2012.
قالت فوكس نيوز أن كارلين واحدة من عشرة مثليين ومثليات فازوا بميدالة في أولمبياد لندن.

## روابط خارجية
- كارلين ديركسي فان دن هوفل على موقع الاتحاد الدولي للهوكي (الإنجليزية)
- كارلين ديركسي فان دن هوفل على موقع اللجنة الأولمبية الدولية (الإنجليزية)
- كارلين ديركسي فان دن هوفل على موقع أوليمبيديا (الإنجليزية)
- كارلين ديركسي فان دن هوفل على موقع تيم أن.أل (الهولندية)